# Кубок Мозамбіку з футболу
Кубок Мозамбіку з футболу (порт. Taça de Moçambique) — футбольне змагання, яке щорічно проводиться Федерацією Футболу Мозамбіку серед футбольних клубів Мозамбіку.

## Історія
Турнір було засновано в 1978 році Федерацією Футболу Мозамбіку. Проводиться щорічно.

## Формат турніру
Єдиний турнір проводиться за олімпійською системою для всіх футбольних клубів країни.
Турнір складається з двох етапів. На першому етапі, який має назву «Провінційний етап», клуби об'єднані в групи за територіальним принципом, в кожній групі грають команди зі своєї провінції.
На другому етапі, який називається «Національний етап», грають 16 клубів, які перемогли в «Провінційному етапі».